# Hans Brandts Buys
Johann Sebastian Brandts Buijs (Warnsveld, 28 juni 1905 – Hilversum, 21 februari 1959), bekend als Hans Brandts Buys, was een Nederlands dirigent, klavecinist, muziekauteur, componist en vooraanstaand kenner van werk en leven van Johann Sebastian Bach.

## Leven en werk

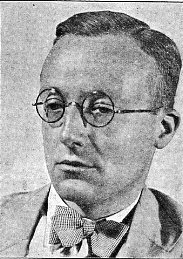
Jeugdfoto van Brandts Buys

Hij bezocht het Stedelijk Gymnasium Arnhem en studeerde aanvankelijk rechten en klassieke talen aan de Gemeente Universiteit in Amsterdam. Geen van beide studies maakte hij af, want de van jongs af aanwezige liefde voor de muziek kreeg de overhand. Zijn muzikale opleiding ontving hij in de eerste jaren van zijn vader en later van Stevan Bergmann en Ethel Delias (piano). Ook studeerde hij compositie bij Johan Wagenaar en Sem Dresden. Hij legde in 1933 het Staatsexamen M.O.-Piano af. Sinds 1930 specialiseerde hij zich in het klavecimbelspel, waarvoor hij bij Alice Ehlers les nam. Van 1938 tot 1944 doceerde Brandts Buys harmonieleer en klavecimbel aan het Muzieklyceum in Amsterdam. In 1931 componeerde hij de muziek voor de film Terra Nova (1932) van Gerard Rutten.
Brandts Buys was een van de eerste Nederlandse klavecinisten van de twintigste eeuw en maakte spoedig naam, onder andere in het ensemble voor oude muziek "Musica Antiqua" met onder anderen fluitist Johan Feltkamp. Ondertussen hadden in 1936 Leidse studenten het Leids Studenten Koor en Orkest "Collegium Musicum" opgericht, waarvan hij de leiding op zich nam. Het werken met het Collegium Musicum en het erbij behorende Leids Studenten Zangkoor opende voor Brandts Buys geheel nieuwe perspectieven. Hij voerde veel werken uit van Bach en in 1945 een Bevrijdingscantate van zijn hand. In 1946 beëindigde hij zijn werk in Leiden. 
Inmiddels had hij, nog in oorlogstijd, ook met Utrechtse studenten cantates van Bach uitgevoerd. Dit leidde in 1945 tot de oprichting van het Utrechts Studenten Koor en Orkest (USKO), waarvan Brandts Buys veertien jaar lang de dirigent en inspirator bleef. Een hoogtepunt vormde de groots opgezette Bach-herdenking in het jaar 1950. Talrijke afleveringen van een bij die gelegenheid uitgegeven Bachkrant zijn hiervan de neerslag. Anderzijds had Brandts Buys ook voor eigentijdse muziek een levendige belangstelling. Met de studenten voerde hij veel speciaal voor het USKO gecomponeerde Nederlandse werken uit van onder meer Henk Badings, Herman Strategier, Wouter Paap, Lex van Delden, Sem Dresden, Jaap Geraedts, Jurriaan Andriessen en Jan van Dijk.
Na de Tweede Wereldoorlog nam het aantal functies van Brandts Buys sterk toe:. In 1945 volgde hij zijn vader op als dirigent van het Toonkunstkoor in Arnhem, na sinds 1943 de Hilversumse Cantate Vereeniging te hebben gedirigeerd. In 1951 werd hij directeur van het Goois Muzieklyceum en in 1955 dirigent van het Toonkunstkoor in Hilversum. Al deze functies bekleedde hij tot aan zijn dood.
Vermeldenswaardig zijn de door hem geïntroduceerde uitvoering in kleine bezetting van Bachs Matthäus-Passion (Arnhem, 1947), de Nederlandse première van het oratorium Das Gesicht Jesajas van de Zwitserse componist Willy Burkhard (Arnhem, 1949) en zijn integrale uitvoeringen van Bachs Das wohltemperierte Klavier en Die Kunst der Fuge op klavecimbel (1950 en daarna). Zijn muzikale verdiensten vonden erkenning in de Tegel van Verdienste van de Rijksuniversiteit Utrecht (1951) en daarna in de gouden eremedaille van de Koninklijke Nederlandse Toonkunstenaars Vereniging. Brandts Buys heeft verscheidene buitenlandse concert- en studiereizen ondernomen.
Zijn muziekwetenschappelijke activiteiten richtte hij in het bijzonder op het uitgeven van onbekende oude Nederlandse muziek van onder meer Pieter Hellendaal, Sybrand van Noordt en Carolus Hacquart en op het oeuvre van J.S. Bach. Een sterk analytisch vermogen ging bij hem gepaard met een duidelijke persoonlijke visie. Zijn beschouwingen betreffende de getallensymboliek in Bachs passiemuziek zijn hiervan een treffend voorbeeld. Tot aan zijn vroege dood beschikte hij over een bruisende energie en een geestdrift die hij gemakkelijk op anderen wist over te dragen.

## Persoonlijk
Hans Brandts Buys stamt uit het muzikale geslacht Brandts Buys. Hij was de zoon van Marius Adrianus Brandts Buys jr. en Henriëtte Mathilda Versteegh. Hij huwde op 20 mei 1933 met Henriëtta Carolina Wilhelmina Troost. Uit dit huwelijk werden drie dochters geboren. Na echtscheiding op 6 februari 1940 hertrouwde hij op 4 augustus 1945 met Elisabeth Anna Maria Kriebel. Uit dit tweede huwelijk kwamen geen kinderen voort. Hij stierf plotseling op 53-jarige leeftijd, tijdens een concert.  

## Publicaties
- Het wohltemperirte Clavier van Johann Sebastian Bach. Van Loghum Slaterus, Arnhem, 1944, 322 p.
- Klein Geuzenliedboek. Bigot & Van Rossum N.V., Amsterdam, 1945, 45 p. (samen met Joop Löbler)
- Johann Sebastian Bach. 48 Praeludia. J.H. Gottmer, Haarlem, 1949, herdruk 1966, 302 p.
- De Passies van Johann Sebastian Bach. L. Stafleu, Leiden, 1950, 380 p.